# Redneck Wonderland
Redneck Wonderland è il decimo album in studio del gruppo rock australiano Midnight Oil, pubblicato nel 1998.

## Tracce
1. Redneck Wonderland – 3:08
2. Concrete – 4:12
3. Cemetery In My Mind – 3:57
4. Comfortable Place on the Couch – 4:08
5. Safety Chain Blues – 4:21
6. Return to Sender – 3:31
7. Blot – 3:24
8. The Great Gibber Plain – 4:38
9. Seeing Is Believing – 4:28
10. White Skin Black Heart – 4:01
11. What Goes On – 3:00
12. Drop in the Ocean – 4:13

## Formazione
- Peter Garrett - voce
- Rob Hirst - batteria, voce
- Bones Hillman - basso, voce
- Jim Moginie - chitarra, tastiere, sintetizzatore, voce
- Martin Rotsey - chitarra